# Atomopteryx doeri
Atomopteryx doeri là một loài bướm đêm trong họ Crambidae.